# Polystachya kingii
Espèce
Polystacya kingii est une espèce de plantes à fleurs de la famille des Orchidaceae et du genre Polystachya. Peu connue, elle est probablement présente au Cameroun et au Nigeria, de part et d'autre de la frontière.

## Étymologie
Son épithète spécifique kingii rend hommage à Denys Elbert Stuart King, collecteur de plantes au nord du Nigeria.

## Description
C'est une herbe épiphyte dont les fleurs sont d'un blanc verdâtre, avec un labelle jaune.

## Distribution
Les échantillons ont été prélevés dans les années 1960 sur le plateau de Mambila, situé de part et d’autre de la frontière entre le Cameroun et le Nigeria. Une localisation plus précise n'est pas connue.